# Stefano Di Battista Jazz Quartet
Stefano Di Battista Jazz Quartet è un gruppo musicale jazz.
La formazione è composta da Stefano Di Battista (sassofono), Amedeo Ariano (batteria), Julian Oliver Mazzariello (piano), e Dario Rosciglione (contrabbasso).
Ha partecipato al Festival di Sanremo nel 2005 assieme a Nicky Nicolai con Che mistero è l'amore che, oltre a vincere nella categoria "Gruppi", si piazza al quarto posto nella classifica finale di quell'anno.
Stefano Di Battista tornerà al Festival di Sanremo anche nel 2009 con il brano Più sole, scritto da Jovanotti. Anche in questo caso accompagna l'esibizione di Nicky Nicolai.